# فليطة
فليطة هي قرية سورية في منطقة النبك التابعة لمحافظة ريف دمشق. بلغ عدد سكان فليطة وفقاًً للمكتب المركزي للإحصاء، 6,475 في تعداد عام 2004. تقع على طريق يربط لبنان بيبرود، فاشتد الصراع عليها خلال الحرب الأهلية السورية.